# Tir als Jocs Olímpics d'estiu de 1920 - Carrabina, 50 metres per equips
La competició de carrabina, 50 metres per equips va ser una de les vint-i-una proves del programa de Tir dels Jocs Olímpics d'Anvers de 1920. Es disputà el 2 d'agost de 1920 i hi van prendre part 50 tiradors procedents de 10 nacions diferents.

## Medallistes
| Or                                                                                                 | Plata                                                                                   | Bronze                                                                                  |
| Estats UnitsDennis Fenton · Willis A. Lee · Lawrence Nuesslein · Arthur Rothrock · Oliver Schriver | SuèciaOscar Eriksson · Sigvard Hultcrantz · Leon Lagerlöf · Erik Ohlsson · Ragnar Stare | NoruegaAlbert Helgerud · Sigvart Johansen · Anton Olsen · Østen Østensen · Olaf Sletten |

## Resultats
La suma dels resultats obtinguts en la prova de carrabina, 50 metres determina la classificació final d'aquesta prova. La màxima puntuació assolible és de 2.000 punts.
| Pos.                   | Tirador | Punts |
| ---------------------- | ------- | ----- |
| 1                      |         |       |
| Estats Units           | 1899    |       |
| Lawrence Nuesslein     | 391     |       |
| Arthur Rothrock        | 386     |       |
| Dennis Fenton          | 385     |       |
| Willis A. Lee          | 370     |       |
| Oliver Schriver        | 367     |       |
| 2                      |         |       |
| Suècia                 | 1873    |       |
| Sigvard Hultcrantz     | 382     |       |
| Erik Ohlsson           | 381     |       |
| Leon Lagerlöf          | 375     |       |
| Oscar Eriksson         | 370     |       |
| Ragnar Stare           | 365     |       |
| 3                      |         |       |
| Noruega                | 1866    |       |
| Anton Olsen            | 379     |       |
| Albert Helgerud        | 375     |       |
| Sigvart Johansen       | 373     |       |
| Olaf Sletten           | 371     |       |
| Østen Østensen         | 368     |       |
| 4                      |         |       |
| Dinamarca              | 1862    |       |
| Lars Jørgen Madsen     | 378     |       |
| Erik Sætter-Lassen     | 378     |       |
| Anders Peter Nielsen   | 374     |       |
| Otto Wegener           | 373     |       |
| Christen Møller        | 359     |       |
| 5                      |         |       |
| França                 | 1847    |       |
| Léon Johnson           |         |       |
| Achille Paroche        |         |       |
| Émile Rumeau           |         |       |
| André Parmentier       |         |       |
| Georges Roes           |         |       |
| 6                      |         |       |
| Bèlgica                | 1785    |       |
| Paul Van Asbroeck      |         |       |
| Norbert Van Molle      |         |       |
| Philippe Cammaerts     |         |       |
| Victor Robert          |         |       |
| Louis Andrieu          |         |       |
| 7                      |         |       |
| Itàlia                 | 1777    |       |
| Alfredo Galli          |         |       |
| Raffaele Frasca        |         |       |
| Peppy Campus           |         |       |
| Franco Micheli         |         |       |
| Ricardo Ticchi         |         |       |
| 8                      |         |       |
| Sud-àfrica             | 1755    |       |
| George Lishman         |         |       |
| Fred Morgan            |         |       |
| George Harvey          |         |       |
| Robert Bodley          |         |       |
| Mark Paxton            |         |       |
| 9                      |         |       |
| Espanya                | 1753    |       |
| José Bento             |         |       |
| Antonio Bonilla        |         |       |
| Domingo Rodríguez      |         |       |
| Lluís Calvet           |         |       |
| Antonio Moreira        |         |       |
| 10                     |         |       |
| Grècia                 | 1727    |       |
| Andreas Vikhos         |         |       |
| Ioannis Theofilakis    |         |       |
| Konstantinos Kefalas   |         |       |
| Vasileios Xylinakis    |         |       |
| Emmanouil Peristerakis |         |       |